# Irina Tchelouchkina
Irina Tchelouchkina ou Chelushkuba  est une joueuse d'échecs soviétique puis ukrainienne (de 1992 à 1997), puis yougoslave et serbe née le 1er février 1961 à Kherson. Elle a le titre de 
grand maître international féminin depuis 1992. 
Au 1er février 2021, elle est la douzième joueuse serbe avec un classement Elo de 2 203 points.

## Biographie et carrière
Irina Tchelouchkina remporte :
- le championnat de la République soviétique d'Ukraine en 1982 et 1987 ;
- le championnat d'URSS d'échecs féminin en 1989 ;
- le championnat d'Europe d'échecs des nations avec l'équipe d'Ukraine en 1992 ;
- la médaille d'argent par équipe lors de l'Olympiade d'échecs de 1992 avec l'Ukraine (elle jouait au troisième échiquier)[2] ;
- le championnat du République fédérale de Yougoslavie en 1994, 1999 et 2001 ;
- la coupe d'Europe des clubs d'échecs féminine en 2000, 2001 (avec l'équipe d'Agrouniverzal Zemun) et 2003 (avec l'équipe du SK Internet CG Podgorica) ;
- le championnat de Serbie-et-Monténégro en 2005 et 2006 ;
- le championnat de Serbie d'échecs en 2022[3] et 2024[4].